# Charlotte Wessels
Johanna Charlotte Wessels (Zwolle, 13 de maio de 1987) é uma cantora, compositora e musicista neerlandesa. É mais conhecida como ex-vocalista da banda de metal sinfônico Delain.

## Carreira

### To Elysium (2004–2005)
Wessels iniciou sua carreira na música aos 16 anos de idade como vocalista da banda de metal gótico To Elysium. Ela mencionou em uma entrevista que seus pais tiveram que assinar um contrato pois ela ainda era menor de idade.

### Delain (2005–2021)

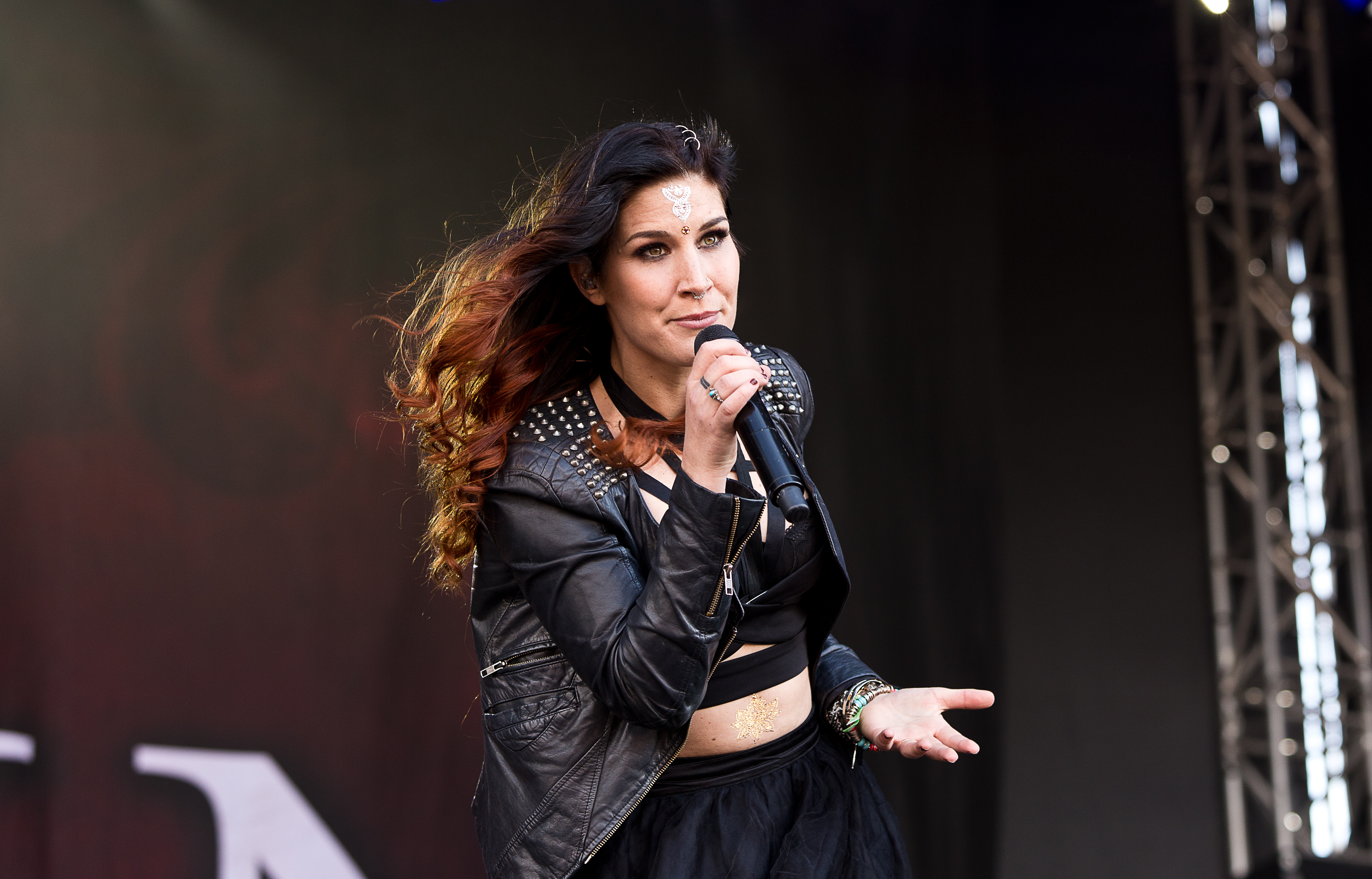
Wessels se apresentando com o Delain em Ballenstedt, Alemanha em 2015

Wessels passou a se envolver com a banda de metal sinfônico Delain em 2005, quando conheceu o ex-tecladista do Within Temptation, Martijn Westerholt. Uma vez que a banda era apenas um projeto de estúdio, Westerholt perguntou se ela poderia escrever algumas letras e vocalizações. No entanto, o projeto se desenvolveu além do esperado e tornou-se uma banda, com Wessels passando a ser a vocalista e letrista primária, além de um contrato ter sido assinado com o selo Roadrunner Records.
Após uma extensa colaboração em seis álbuns de estúdio, um álbum ao vivo e diversos outros lançamentos, foi anunciado em 15 de fevereiro de 2021 que o Delain voltaria ao seu formato original de projeto e que todos os membros (exceto Westerholt) haviam deixado o grupo. Na mesma ocasião, Wessels aproveitou para anunciar que ela estaria se aprofundando mais em seu trabalho como solista.

### Phantasma (2015)
No ano de 2015, juntamente com Georg Neuhauser da banda Serenity, e Oliver Philipps do Everon, Wessels formou o projeto de metal sinfônico Phantasma. Eles assinaram com a Napalm Records para o lançamento de um álbum conceitual intitulado The Deviant Hearts. Charlotte não apenas cantou no disco, como também escreveu sua novela de mesmo nome, especialmente para acompanhar o álbum.

### Carreira solo (2020–presente)
Em 13 de maio de 2020, Wessels anunciou em suas mídias sociais que estaria aderindo à plataforma Patreon, além de lançar sua primeira canção solo "New Mythology" no mesmo dia. Sua ideia principal seria lançar uma nova faixa a cada mês, cujo seriam gravadas e produzidas em seu próprio estúdio Six Feet Under, nos Países Baixos. Seu primeiro álbum solo, Tales from Six Feet Under, foi disponibilizado em 17 de setembro de 2021, enquanto seu segundo disco, Tales from Six Feet Under, Vol. II, saiu em 7 de outubro de 2022, sendo ambos constituídos por canções previamente lançadas na plataforma. Mais tarde em 20 de setembro de 2024, ela lançou seu terceiro álbum intitulado The Obsession.

## Vida pessoal
No início de sua formação musical, Wessels teve aulas de canto de jazz, no entanto seu professor sugeriu à ela o canto clássico devido ao seu tipo vocal. Ela então fez aulas de canto clássico durante anos, mas considera a técnica muito restritiva, e por isso lhe agrada mais fazer "algo entre o jazz e o clássico". Ela também tem aplicado técnicas como gutural em suas performances desde a turnê do álbum The Human Contradiction em 2014.
Wessels é formada em história da arte e possui mestrado em estudos de gênero. Declaradamente vegana e feminista, tem como primos o músico Jord Otto (ex-ReVamp) e a DJ Dagmar Otto. Em 3 de setembro de 2017, ela anunciou que havia se casado com seu parceiro de mais de 12 anos em uma cerimônia privada.

## Discografia

### Solo
- Tales from Six Feet Under (2021)
- Tales from Six Feet Under, Vol. II (2022)
- The Obsession (2024)

### Delain
- Lucidity (2006)
- April Rain (2009)
- We Are the Others (2012)
- The Human Contradiction (2014)
- Moonbathers (2016)
- Apocalypse & Chill (2020)

### Phantasma
- The Deviant Hearts (2015)

### Participações
| Ano  | Artista                   | Álbum                              | Faixa                                        | Nota      |
| ---- | ------------------------- | ---------------------------------- | -------------------------------------------- | --------- |
| 2002 | Meander Bigband           | Going Global                       | (Múltiplas faixas)                           | Clarinete |
| 2005 | Infernorama               | A Symphony for the Heartless       | (Múltiplas faixas)                           | Vocais    |
| 2006 | Day-Már                   | "Embrace the Night" (single)       | "Embrace the Night"                          | Vocais    |
| 2011 | Serenity                  | Death & Legacy                     | "Serenade of Flames"                         | Vocais    |
| 2011 | Knight Area               | Nine Paths                         | "Please Come Home"                           | Vocais    |
| 2011 | Nemesea                   | The Quiet Resistance               | "High Enough"                                | Vocais    |
| 2014 | Countermove               | "The Power of Love" (single)       | "The Power of Love"                          | Vocais    |
| 2015 | Kamelot                   | Haven                              | "Under Grey Skies" "Beautiful Apocalypse"    | Vocais    |
| 2015 | Karmaflow                 | Karmaflow: The Original Soundtrack | (Múltiplas faixas)                           | Vocais    |
| 2016 | Dark Sarah                | The Puzzle                         | "Aquarium"                                   | Vocais    |
| 2018 | Harrold Roeland           | Ceres                              | (Múltiplas faixas)                           | Vocais    |
| 2020 | Kamelot                   | I Am the Empire: Live from the 013 | "Under Grey Skies"                           | Vocais    |
| 2021 | Pellek                    | "Into Fury" (single)               | "Into Fury"                                  | Vocais    |
| 2021 | Ran-D                     | "The Reawakening" (single)         | "The Reawakening"                            | Vocais    |
| 2022 | Kissin' Dynamite          | Not the End of the Road            | "Good Life"                                  | Vocais    |
| 2022 | The Dark Side of the Moon | "May It Be" (single)               | "May It Be"                                  | Vocais    |
| 2022 | Disquiet                  | Instigate to Annihilate            | "The Final Trumpet"                          | Vocais    |
| 2022 | Epica                     | The Alchemy Project                | "Sirens - of Blood and Water" (part. Myrkur) | Vocais    |

## Filmografia
| Ano  | Filme                                                       | Personagem | Nota                                  |
| ---- | ----------------------------------------------------------- | ---------- | ------------------------------------- |
| 2015 | Soaring Highs and Brutal Lows: The Voices of Women in Metal | Ela mesma  | Documentário sobre cantoras de metal. |